# Phényléphrine
La phényléphrine, ou néosynéphrine, est une substance chimique appartenant à la famille des phényléthylamines qui possède des propriétés anticoagulantes, antithrombotiques, sympathicomimétiques, alpha-stimulantes, vasoconstrictrices et mydriatiques.

## Structure
Sa structure est très proche de celle de l'adrénaline, à la différence près qu'elle ne possède pas de groupement hydroxyle en position 4 sur l'aromatique ce qui ne fait pas d'elle une catécholamine.

## Utilisation médicale
Elle peut être utilisée pour lutter contre l'hypotension, mais elle est surtout utilisée comme décongestionnant dans des pathologies telles que le rhume, la rhinopharyngite. Elle est utilisée sous forme de chlorhydrate dans de nombreux médicaments sans ordonnance, seuls ou en association avec un antihistaminique et un antiseptique.
En septembre 2023, suivant la remise d'un rapport, un groupe d'expert assemblé par la FDA américaine déclare de façon unanime que la phényléphrine prise de façon orale n'est pas plus efficace qu'un placebo comme décongestionnant, des doutes sur son efficacité ayant déjà été émis depuis les années 1970, soutenus par un certain nombre d'études indépendantes dans l'intervalle,, la phényléphrine ayant été approuvée à l'époque par la FDA sur la seule foi d'études fournies par des entreprises pharmaceutiques alors pressées de trouver un substitut à la pseudoéphédrine, efficace elle, mais utilisée de façon détournée pour la production illégale de méthamphétamine (meth-d). Le panel a cité la faible biodisponibilité du médicament comme principale raison pour laquelle le médicament devrait être retiré du marché. La biodisponibilité est un terme qui désigne les qualités qui permettent au médicament d'être absorbé par le corps humain. Le médicament pourrait potentiellement fonctionner avec une dose plus élevée, mais la plupart des conseillers de la FDA ont estimé qu'il était inutile, voire dangereux, d'envisager cette option pour la phényléphrine.

## Mécanismes d'action
Elle a un effet quasi-exclusif sur les récepteurs α-adrénergiques.